# Вилхелм II фон Раполтщайн
Вилхелм II фон Раполтщайн (на немски: Wilhelm II von Rappoltstein; * 22 август 1468; † 7 октомври 1547) е господар на Раполтщайн и Рибопиер-Хоенак.

## Произход
Той е син на Вилхелм I фон Раполтщайн-Хоенак-Геролдсек († 20 юни 1507) и съпругата му Жана де Ньофшател († 22 април 1475, от чума). Сестра му Хелена († сл. 1521, като монахиня) се омъжва на 12 август 1478 г. за граф и ландграф Хайнрих III фон Лупфен-Щюлинген (1462 – 1521).
Вилхелм II фон Раполтщайн умира на 7 октомври 1547 г. на 79 г.

## Фамилия
Вилхелм II фон Раполтщайн се жени на 20 февруари 1490 г. за Матилда/Маргарета фон Цвайбрюкен-Бич-Лихтенберг († 17 май 1505), дъщеря на граф Симон VII Векер фон Цвайбрюкен-Бич (1446 – 1499) и на наследничката Елизабет фон Лихтенберг-Лихтенау (1444 – 1495). Те имат десет деца:
- Катарина фон Раполтщайн († 26 юли 1519), омъжена на 17 ноември 1516 г. в Райполтскирхен за Волфганг фон Хоенфелс, господар на Форбах-Райполтскирхен-Риксинген († 1538)
- Георг фон Раполтщайн († 25 август 1548), женен за Елизабет фон Хелфенщайн-Визенщайг (* 21 ноември 1527; † 2 ноември 1584)
- Кунигунда фон Раполтщайн
- Улрих фон Раполтщайн (* 1495; † 25 юли 1531), женен на 9/10 юли 1522 г. за Анна Александрия фон Фюрстенберг (* 18 февруари 1504; † 11 май 1581)
- Зигмунд Векер фон Раполтщайн
- Маргарета фон Раполтщайн, омъжена за Филип Кристоф фон Лихтенщайн-Кастелкорн
- Йохан Якоб фон Раполтщайн († 24 август 1519, Шландерс)
- Вилхелм фон Раполтщайн († 1527, Рим)
- Хайнрих фон Раполтщайн